# So High School
«So High School» — пісня американської співачки та авторки пісень Тейлор Свіфт із другої частини її одинадцятого студійного альбому The Tortured Poets Department (2024). Музична композиція «So High School», створена спільно Тейлор Свіфт і Аароном Десснером, демонструє звучання, характерне для 1990-х років, з використанням таких жанрів, як альтернативний рок, інді-рок і поп-рок. Текст пісні відображає процес повторного переживання Свіфт почуттів, характерних для першої закоханості.
Частина критиків позитивно оцінила використання ностальгічних елементів у продюсуванні пісні, в той час, як інші критики вважали ліричний зміст поверхневим. Пісня досягла 30-го місця в Billboard Global 200 та увійшла до національних чартів Австралії, Канаді, Новій Зеландії, Португалії та США. Пісня «So High School» увійшла до оновленого сет-листа туру The Eras Tour з травня 2024 року.

## Передумови й композиція
4 лютого 2024 року під час 66-ї щорічної церемонії вручення премії «Греммі» Тейлор Свіфт оголосила про вихід свого одинадцятого студійного альбому під назвою «The Tortured Poets Department». Робота над новим альбомом розпочалася незабаром після завершення попереднього альбому Midnights (2022) та тривала паралельно з туром The Eras Tour у 2023 році. Стандартна версія альбому була випущена 19 квітня 2024 року. Через дві години відбувся додатковий реліз розширеної версії альбому під назвою «The Tortured Poets Department: The Anthology». Композиція «So High School» є 22-м треком альбому, включеним до збірки «The Anthology». Починаючи з травня 2024 року, Свіфт оновила програму концертів туру The Eras Tour, включивши до неї нові треки з альбому The Tortured Poets Department, зокрема і пісню «So High School». Скорочена версія пісні виконується в останній частині музичного номера «But Daddy I Love Him». 6 липня 2024 року під час концерту в Амстердамі в рамках туру The Eras Tour Свіфт представила акустичну версію пісні «So High School», поєднавши її з фрагментами композицій «Mary's Song (Oh, My, My, My)» та «Everything Has Changed».
«So High School» є музичною сумішшю стилів, характерних для 1990-х років, таких як альтернативний рок, інді-рок, поп-рок і павер-поп, з елементами дрим-попу. Роб Шеффілд з Rolling Stone зауважив схожість стилю гітарного аранжування треку з піснею «Hits Different» з альбому Midnights. Джек Ірвін з People визначив, що трек «So High School» стилістично близький до альбому Fearless 2008 року. Деякі музичні критики помітили схожість даного треку з композиціями інших виконавців минулих років. Зокрема, Джон Вольмахер з Beats Per Minute охарактеризував пісню як відсилання до софт-року 2000-х років, порівнявши її з творами таких виконавців, як Third Eye Blind та Авріл Лавін. Обидва видання — Hollywood Reporter і The Wall Street Journal — порівняли звучання пісні з дрим-попом 80-х і 90-х років, наводячи як приклади такі гурти, як Simple Minds, Tears for Fears, The Primitives та The Sundays.
Текст пісні «So High School» описує романтичні стосунки, які викликають асоціації з безтурботним періодом підліткової закоханості. Образ коханого в пісні побудований на порівнянні з образом футболіста, що є характерним для композицій з альбому Fearless, таких як «You Belong with Me» та «Fifteen». У тексті пісні Свіфт зображує атмосферу молодіжних вечірок, використовуючи такі деталі, як спільний перегляд фільму «Американський пиріг», гру «Правда або дія» та посилання на популярну відеогру «Grand Theft Auto». Також Свіфт опосередковано згадує про те, що відвідувала футбольні змагання та тренування за участі свого коханого.

## Рецензії критиків
Пісня «So High School» отримала схвальні відгуки критиків за її яскраве та ностальгічне звучання в контексті альбому «The Tortured Poets Department». У рейтингу Billboard «So High School» зайняла сьоме місце серед усіх 31 композицій альбому. Музичний критик Джейсон Ліпшутц відзначив, що друга половина пісні відрізняється більшою динамічністю і виконує функцію розминки перед більш ностальгічною частиною. У своєму огляді Фіш дав цій пісні високу оцінку, поставивши її на 9 місце з 31 у загальному рейтингу альбому. Він зазначив, що пісня є однією з найвиразніших в альбомі, характеризується захоплюючим звучанням, яке нагадує дрим-поп естетику 80-х та 90-х років. У загалом негативній рецензії Річардсон відзначив пісню «So High School» як виняток із загальної тенденції альбому, охарактеризувавши її як більш легку і менш інтроспективну на відміну від більш меланхолійних композицій альбому. Крейг Дженкінс у своєму огляді для Vulture позитивно оцінив музичну композицію, відзначивши успішне поєднання музичних елементів альтернативного року 1990-х років зі стилем виконання, характерним для таких співачок, як Шерил Кроу та Еймі Манн. Журналістка Мелісса Руджієрі з USA Today також зазначила схожість з Шерил Кроу та позитивно оцінила звучання запису, охарактеризувавши його як «динамічний» і «свіжий». Згідно з оглядом журналу Vogue Australia, пісня відповідає канонам американської любовної балади та демонструє схожість зі стилістикою альбому Fearless, що відображає молодіжний романтичний період творчості Тейлор Свіфт. У статті для The A.V. Club зазначається, що пісня «So High School» є «веселим, яскравим номером», який урізноманітнює альбом. Джонатан Кіф в Slant Magazine вважає, що трек має комерційний потенціал і може стати популярним на радіо.
Текст пісні отримав як позитивні, так і негативні відгуки. Деякі видання позитивно оцінили текст пісні за його здатність викликати у слухачів ностальгічні спогади про підлітковий вік. Карл Вілсон із Slate зазначив, що футбольні образи в пісні не несуть значного смислового навантаження і не інтегруються в загальну ідею пісні. Вольмахер інтерпретував нестандартне римування в тексті як свідомий стилістичний прийом, спрямований на досягнення ефекту комічності.

## Комерційний успіх
Після виходу альбому «The Tortured Poets Department: The Anthology» композиція «So High School» зайняла 24-ту позицію в рейтингу US Billboard Hot 100. У чарті ARIA Singles Chart в Австралії композиція досягла 26 позиції, а Свіфт встановила рекорд за кількістю пісень, випущених за один тиждень (29). Пісня «So High School» досягла 30-го місця в чарті Billboard Global 200 та увійшла до чартів Канади (28 місце), Нової Зеландії (33 місце) та Португалії (82 місце). Пісня посіла 35 та 66 місця у британському чарті, 5 місце у шведському чарті Heatseeker та 53 місце в міжнародному рейтингу 100 найкращих цифрових синглів Греції.

## Персонал
- Тейлор Свіфт — вокал, авторка слів, продюсерка
- Аарон Десснер — продюсер, автор слів, бас-гітара, синт-бас, програмування барабанів, електрогітара, клавішні, перкусія, піаніно, синтезатор
- Сербан Генеа — зведення
- Брайс Бордоне — інженер зведення
- Джонатан Лоу — інженер звукозапису
- Белла Бласко — додатковий інженер
- Джеймс МакАлістер — барабани, програмування барабанів, запис, електрогітара, синтезатор
- Бенджамін Ланц — синтезатор, секвенсер, тромбон
- Ренді Меррілл — мастеринг

## Чарти
| Чарт (2024)                           | Найвища позиція |
| ------------------------------------- | --------------- |
| Australia (ARIA)                      | 26              |
| Canada (Canadian Hot 100)             | 28              |
| Global 200 (Billboard)                | 30              |
| Greece International (IFPI)           | 53              |
| New Zealand (Recorded Music NZ)       | 33              |
| Portugal (AFP)                        | 82              |
| Sweden Heatseeker (Sverigetopplistan) | 5               |
| UK Singles (OCC)                      | 66              |
| UK Streaming (OCC)                    | 35              |
| US Billboard Hot 100                  | 24              |